# 検量人
検量人（けんりょうにん）（sworn measurer）とは、船積貨物の積み込み・陸揚げの際に、貨物の重量や容積の計算や証明をする職務を行う者。
船会社や荷役業者、荷主が依頼するもので、引渡側と受取側の双方で検数人（検数業者）を立て第三者的立場により証明をする。
かつては港湾運送事業法に定めがあり、研修を受講し、認定総合テストに合格したうえ、国土交通省の地方運輸局が備える検量人登録簿に登録を受ける必要があったが、日本の港湾・海運業の競争力強化の為の規制緩和の一環として平成17年11月1日に法改正により登録制度は廃止された。
平成18年5月15日から検量事業を行う事業者の事業の許可基準として一定の知識・技能を有する検量人を最低限6名保有（雇用）することとなった。
- 検数事業等に使用される検数人は次の各号のいずれかに該当する者であること。

1.検数事業等の業務に関して1年以上の実務経験を有する者
2.別途定める検数事業等の知識技能に関する学科研修及び実務研修を修了した者
海事に関する一般教養10.5時間、検数専門科目4時間、実務研修60日が定められている。
3.所定の教育訓練機関が行う3ヶ月以上の検数事業等の知識技能に関する研修を修了した者
所定の教育訓練機関には「海事検査人養成協議会」が指定されている。

## 過去の研修について

### 受講資格
海事公益法人協会関連の会社に就職することが第一条件である。成年被後見人又は被保佐人、1年以上の懲役又は禁錮刑に処せられ、その執行を終わり、又は執行を受けることがなくなった日から1年を経過しない者、不正行為により登録の取り消しを受けた日から1年を経過しない者以外なら受講可能である。

### 研修
海事公益法人協議会が実施する合同研修と訓練日程を終え、認定総合テストに合格し、国土交通省から検量人手帳の交付を受ける。

### 研修科目
1. 貿易一般
2. 輸出入通関
3. 運賃同盟
4. 港湾運送事業法
5. 検量
6. 計量法

等々